# Sergio Acevedo
Sergio Edgardo Acevedo (Esquel, 1 de mayo de 1956) es un político argentino perteneciente al Partido Justicialista. Fue gobernador de Santa Cruz desde el 10 de diciembre de 2003 hasta su renuncia el 16 de marzo de 2006 y anteriormente vicegobernador de la misma provincia durante la administración de Néstor Kirchner. También ha sido intendente de Pico Truncado, diputado nacional y provincial de Santa Cruz y ha trabajado en la Secretaría de Inteligencia.
Su vicegobernador fue Carlos Sancho, que asumió como gobernador tras su renuncia; Sancho renunció a su vez el 11 de mayo de 2007, siendo sucedido por Daniel Peralta.

## Biografía
Nacido en Esquel se trasladó a Pico Truncado en 1958. Se convirtió en un abogado, se casó y tiene tres hijos. Fue elegido intendente de Pico Truncando en 1983, cargo que ocupó hasta 1987, cuando se convirtió en diputado provincial. En 1991 volvió a ser intendente. De 1995 a 1999 fue diputado nacional, y se convirtió en vicegobernador de la provincia de Santa Cruz bajo el entonces gobernador Néstor Kirchner. En 2001 fue elegido de nuevo al Congreso.
Acevedo fue nombrado Secretario de Inteligencia por el presidente Néstor C. Kirchner, sirviendo hasta fines del 2003, cuando renunció para ocupar el cargo de Gobernador de la provincia de Santa Cruz, intercambiando posiciones con Héctor Icazuriaga. Él fue elegido con casi el 75% en elecciones. En segundo lugar se encontraba Alfredo Martínez, del partido Convergencia por Santa Cruz, quien obtiene el 21,06 por ciento de los votos. A él lo sigue el Movimiento vecinal Riogalleguense, con un 2,51 por ciento y por último se ubica el Frente de Unidad Trabajadora con un 1,88 por ciento de los votos.
Acevedo renunció como gobernador en marzo de 2006 alegando razones personales. En la renuncia presentada a las 17.12 en la mesa de entradas de la Cámara de Diputados alegó "razones estrictamente personales". En las 9 líneas de la carta, Acevedo habla del carácter indeclinable de la decisión y pide que se convoque a sesión extraordinaria a los efectos de tratar la dimisión de acuerdo con lo dispuesto por el artículo 119 de la Constitución provincial Luego, reunió una coalición con peronistas y opositores al kirchnerismo. Finalmente en su reemplazo se designó a Daniel Peralta.

## Reaparición
Tras su reaparición en la escena política, se especuló con que Acevedo correría compañero de fórmula de Elisa Carrió o Adolfo Rodríguez Saá en las elecciones presidenciales de 2007, pero se descartó a sí mismo en una fase temprana. Su coalición, llamada Nuevo Movimiento, respaldó al candidato de la UCR, Eduardo Costa, en las elecciones a gobernador de Santa Cruz, siendo derrotado por el candidato de Kirchner Daniel Peralta. Aunque, el equipo de Acevedo colaboró en gran medida con las fuerzas de la oposición en algunas elecciones municipales. En 2019 expresó  su apoyo al sindicalista petrolero Claudio Vidal como candidato a mandatario de la provincia en las elecciones del 11 de agosto próximo, dentro del Partido Justicialista.